# Transistors de deflexió balística

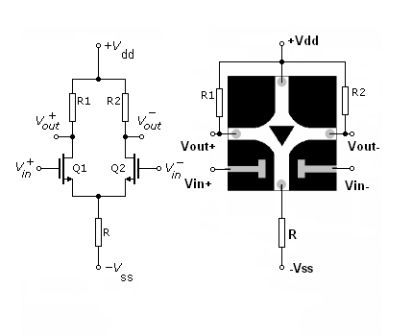
Esquemes d'un amplificador diferencial basat en dos transistors d'efecte de camp (esquerra) i un amplificador diferencial basat en un parell balístic integrat (dreta).

Els transistors de deflexió balística (amb acrònim anglès BDT) són dispositius electrònics, desenvolupats des de l'any 2006, per a circuits integrats d'alta velocitat, que és un conjunt de circuits sobre material semiconductor. Utilitzen forces electromagnètiques en lloc d'una porta lògica, un dispositiu que s'utilitza únicament per a les entrades especificades, per canviar les forces dels electrons. El disseny únic d'aquest transistor inclou electrons individuals que reboten d'obstacles en forma de falca anomenats deflectors. Inicialment accelerats pel camp elèctric, els electrons són guiats pels seus respectius camins per deflexió electromagnètica. Per tant, els electrons són capaços de viatjar sense ser dispersats per àtoms o defectes, la qual cosa resulta en una velocitat millorada i un consum d'energia reduït.
Un transistor de deflexió balística seria important per actuar tant com a amplificador lineal com com a interruptor per al flux de corrent en dispositius electrònics, que es podria utilitzar per mantenir la lògica i la memòria digitals. La velocitat de commutació d'un transistor es veu molt afectada per la rapidesa amb què els portadors de càrrega (normalment, els electrons) poden passar d'una regió a l'altra. Per aquest motiu, els investigadors volen utilitzar la conducció balística per millorar el temps de viatge del portador de càrrega. Els transistors MOS convencionals també dissipen molta calor a causa de col·lisions inelàstiques d'electrons i han de canviar ràpidament per reduir els intervals de temps quan es genera calor, reduint la seva utilitat en circuits lineals.